# Eric Khoo
Eric Khoo, chiń. 邱金海 (ur. 27 maja 1965 w Singapurze) – singapurski reżyser, scenarzysta i producent filmowy. Odpowiedzialny za odrodzenie kina artystycznego w Singapurze i wprowadzenie go na światowe salony.
Był najmłodszym synem ojca piętnaściorga dzieci. Pasją do kina zaraził się od matki. Studiował na wydziale operatorskim w City Art Institute na Uniwersytecie Nowej Południowej Walii w australijskim Sydney.
W 1995 roku wyreżyserował film Mee Pok Man, który miał premierę na MFF w Moskwie.
Jego obraz Bądź ze mną (2005) zdobył szereg nagród festiwalowych i był nominowany do Europejskiej Nagrody Filmowej dla najlepszego filmu spoza Europy. Mój czarodziej (2008) startował w konkursie głównym na 61. MFF w Cannes, a pełnometrażowa animacja Tatsumi (2011) zaprezentowana została w sekcji „Un Certain Regard” na 64. MFF w Cannes.
Khoo zasiadał w jury sekcji „Cinéfondation” na 70. MFF w Cannes (2017).